# Direction Nationale Garde-Côtes des Douanes (DNGCD)
 (juin 2023).
Si vous disposez d'ouvrages ou d'articles de référence ou si vous connaissez des sites web de qualité traitant du thème abordé ici, merci de compléter l'article en donnant les références utiles à sa vérifiabilité et en les liant à la section « Notes et références ».
La Direction Nationale Garde-Côtes des Douanes (DNGCD) est un service à compétence nationale qui regroupe, depuis le 1er juillet 2019, sous son commandement, les différents services chargés du pilotage stratégique et opérationnel des moyens aéromaritimes de la Direction Générale des Douanes et des Droits Indirects (DGDDI). La DNGCD est pilotée par un État-Major qui assure, depuis Le Havre, la gouvernance et la coordination de trois Services Garde-Côtes des Douanes (SGCD) implantés à Nantes (Atlantique - Manche - mer du Nord), Marseille (Méditerranée) et Fort-de-France (Antilles - Guyane), soit un par façade maritime.
Les missions de surveillance policière des côtes, de recherche et sauvetage et de défense du territoire, souvent associées à la garde-côtes dans les autres pays, est assurée en France par plusieurs administrations, Marine nationale, Gendarmerie nationale, Affaires maritimes, Douanes, Police nationale ainsi que par une association privée, la Société nationale de sauvetage en mer. La coordination est assurée par les préfectures maritimes en France métropolitaine et par les préfets et hauts-commissaires dans les départements et territoires d'outre-mer, sous la direction d'un organisme interministériel, le secrétariat général de la mer sous l'autorité du Premier ministre.

## Historique

### Garde-côtes de l'Ancien régime

#### Les milices garde-côtes
Les garde-côtes ont une origine très ancienne, remontant vraisemblablement aux XIVe et XVe siècles. Il s'agit de surveiller depuis la terre tout abordage des côtes par un ennemi ou envahisseur. Le Roi ou ses vassaux ont donc, de longue date, organisé un réseau de surveillance et de protection des côtes pour protéger les populations locales. Cette surveillance était imposée aux hommes des paroisses littorales qui devaient défendre les côtes en cas de nécessité. Recrutés parmi les paysans et artisans de la population locale (généralement des célibataires et veufs sans enfants), désignés par tirage au sort, ces hommes donnent souvent de médiocres combattants, faute d'équipement et d'entraînement. Ce recrutement est impopulaire, en raison de l'incompatibilité entre la condition de milicien et celle de paysan mais aussi des inimitiés entre les paroisses voisines, des exemptions physiques (insuffisance de taille, mauvaise santé) et sociales (ecclésiastiques, membres de la noblesse, domestiques des privilégiés…).
C'est sous le règne de Louis XIV que l'Ordonnance de la Marine de Colbert (1681) impose à tout homme de 18 à 60 ans vivant à moins de deux lieues de la mer (environ 8 km) de servir dans les milices garde-côtes. Un cadre juridique est institué par le Conseil du roi, le 19 mars 1719 et prévoit l'intervention des agents des fermes dans un rayon maritime de 2 lieues permettant l'arrêt, par la force, si nécessaire, des petits bâtiments français ou étrangers (moins de 50 tonneaux) aux fins de réprimer la contrebande. Au début du XVIIIe siècle, on estime à 98 000 le nombre des miliciens répartis en 25 capitaineries pour la seule Bretagne. Des postes de garde ou de guet sont établis le long des côtes en moyenne tous les quarts de lieue (2 km).
Une réorganisation intervient par l'ordonnance du 25 février 1756 pour aguerrir les miliciens, regrouper les postes de garde et les fortifier. La milice garde-côte est dissoute en 1763. L'usage de canons s'étant répandu par l'ordonnance du 13 juillet 1778, les miliciens sont dénommés canonniers garde-côtes. À la révolution les lourdes charges subies par les habitants des paroisses et la méfiance de l'Assemblée nationale vis-à-vis des canonniers entraîne la suppression de ceux-ci en 1792. Les périodes révolutionnaire puis impériale adoptent ensuite de multiples réformes de 1793 à 1806. La fonction est militarisée le 1er janvier 1807 jusqu'à sa suppression à la Restauration. Les canonniers garde-côtes réapparaissent en 1825-1831 pour progressivement voir leur rôle s'amenuiser puis cesser dans la seconde moitié du XIXe siècle[réf. souhaitée].

#### Les brigades des Fermes
La coexistence sur le littoral des milices avec les brigades des fermes (traites, gabelles, tabac) sous l'ancien régime résulte de l'exercice d'attributions différentes et spécifiques à ces dernières. La fondation des 5 grosses fermes par Colbert est codifiée par l'ordonnance de Février 1687, parue quelques années après sa mort, qui fixe les règles applicables en matière de traites. Son titre XIV "police générale" article 16 détermine une zone terrestre de 4 lieues à l'intérieur dans laquelle les marchandises doivent être en situation régulière. Pour la zone maritime, un rayon de deux lieues est institué par l'Arrêt du Conseil du 19 mars 1719 dans lequel les vaisseaux, pataches et chaloupes armées des fermes peuvent visiter les petits bâtiments jaugeant moins de 50 tonneaux. La ferme du tabac en particulier, comporte un dispositif de surveillance maritime afin de lutter contre la contrebande en Normandie, Bretagne, Aquitaine et en Méditerranée. Elle dispose ainsi de pataches, et de canots et même de cutters navires plus importants. En Normandie la ferme générale en 1787 avait 100 h d'équipage, un commandant en chef des pataches, 5 cutters"de force" couvrant les côtes entre Dieppe et Granville.

### Garde-côtes de la Révolution
À la Révolution, la Ferme Générale disparaît au bénéfice de la Régie des douanes (créée le 22 août 1791): la douane maritime est, alors, organisée et récupère ainsi 270 embarcations pour 1 200 marins.
Un mémoire des archives nationales (AN.AD XVIIIc279) précise son implantation et sa composition :
- 3 grandes pataches à Bordeaux et au Verdon
- 6 pataches (2 dans le port de Bayonne et 2 à Lorient, 1 à La Rochelle, 1 à Saint Malo)
- 4 felouques à la voile (2 à Toulon, 2 à Marseille)
- 8 chipes (2 à Lorient, 6 à Saint-Malo) pour les embouchures des fleuves
- 53 chaloupes (la plupart font leur service dans les ports)
- 37 biscayennes, violes, pontons, barges, et futreaux (postes sur rivière et surtout la Loire)
- 159 bateaux et canots

Selon les observations de Magnier-Grandpréz faites sur l'article 8 de la Loi du 16 octobre 1791 sur sa codification parue en 1802,"on nomme pataches de petits brigantins montés d d'un certain nombre d'employés et armés de canons ou pierriers suivant leur force et d'autant de mousquets et de baïonnettes qu'il y a d'hommes à les monter". La flamme que doivent porter les embarcations des douanes est la même que celle des petits bâtiments de l'État indique la circulaire du 18 octobre 1806.
La loi du 22 août 1791 fixe le rayon maritime dans lequel il est possible de contrôler les navires de moins de 50 tonneaux à 2 lieues. Le décret du 4 germinal an II porte cette distance à 4 lieues et ce pour les navires de moins de 100 tonneaux. La Révolution a donné à la douane maritime les responsabilités et les structures qu'elle a conservées jusqu'à ce jour. Un décret du 30 septembre 1791 officialise ainsi l'appellation « garde-côtes ».
Sous l'Empire, contre l'Angleterre, l'effectif des marins de douanes, alors en première ligne, atteint 1500 hommes dont de nombreux anciens corsaires passant facilement à l'abordage.
Depuis 1806, en référence à une ordonnance de 1691 et confirmé après la Restauration, « les embarcations des douanes ont le droit incontestable de battre la flamme au grand mât (...) et la faculté de porter le pavillon » blanc déployé à la poupe, qui était alors celui des bâtiments d'État.

### Garde-Côtes des Douanes
Le terme garde-côtes, bien qu'utilisé par le service de douane maritime, ne doit pas être confondu avec la fonction garde-côte (FGC), partagée avec la Marine nationale et d'autres administrations, compte tenu de la particularité française de l'Action de l'État en mer, regroupant, sous l'égide du Secrétariat général de la mer, plusieurs administrations civiles et corps militaires.
Ainsi, la partie maritime de l'administration des douanes françaises est appelée garde-côtes, avec trois services garde-côtes, un pour chaque façade maritime :
- Nantes pour l'Atlantique, la Manche et la mer du Nord.
- Marseille pour la Méditerranée.
- Antilles-Guyane (basée à Fort-de-France)

La direction nationale garde-côtes des douanes (DNGCD) est implantée au Havre depuis le premier juillet 2019, et a un rôle d'état-major stratégique et opérationnel.
Il existait une vedette de surveillance rapprochée (VSR) à Mayotte (cédée depuis à la Police Nationale) et un élément nautique à Saint-Pierre-et-Miquelon rattaché à la direction terrestre locale, mais ceux-ci n'entrent pas dans le champ de compétence de la DNGCD.
Depuis 1963, la douane est la seule administration civile à être dotée d'un dispositif aéronaval complet et cohérent ce qui en fait un acteur privilégié avec la Marine Nationale dans la lutte contre le narcotrafic dans les eaux françaises (eaux intérieures, eaux territoriales 12Nq, zone contiguë 24Nq: procédure douanière) ou en haute mer (Article 17 Convention de Vienne: procédure pénale).
Les agents des douanes, compte tenu des pouvoirs qu'ils disposent (issus de prérogatives de puissance publique), permettent à l'État de garantir un contrôle précis, dans les Eaux Françaises, des flux de marchandises, monétaires ou de personnes et conduisent, aussi, les douaniers à exercer de plus en plus de missions non douanières auxquelles ils sont habilités (droit d'injonction, d'arrêt, par la force ou usage des armes si nécessaire, d'accès, de contrôle, de fouille, de visite des navires, marchandises, moyens de transport et personnes, de confiscation, saisie ou retenue des marchandises de fraude, de sommes d'argent ou de personnes, etc.).
Ainsi, en mer, les agents des douanes des services garde-côtes exercent:
- une action fiscale et douanière en s'assurant du statut légal des navires et marchandises contrôlés et des sommes titres ou valeurs transportées: lutte contre la fraude fiscale (TVA, taxes, etc.), contre l'évasion fiscale vers les paradis fiscaux, etc.
- une contribution à l'Action de L'État en Mer (AEM), notamment la lutte contre la pollution marine, le contrôle en mer de la pêche, la surveillance de la Zone Économique Exclusive (200Nq) et Zone de Protection Écologique (Méditerranée), la sécurité en mer et la police de la navigation, la lutte contre le trafic maritime des migrants et la conservation du patrimoine maritime.
- une action essentielle de lutte contre la contrebande et contre les grands trafics illicites.
- Depuis plusieurs années, les unités garde-côtes des douanes participent à la mission FRONTEX en Méditerranée. Par ailleurs, les navires des douanes interviennent dans de nombreuses opérations de sauvetage en mer, notamment de migrants dans la Manche.

## Moyens humains et matériels

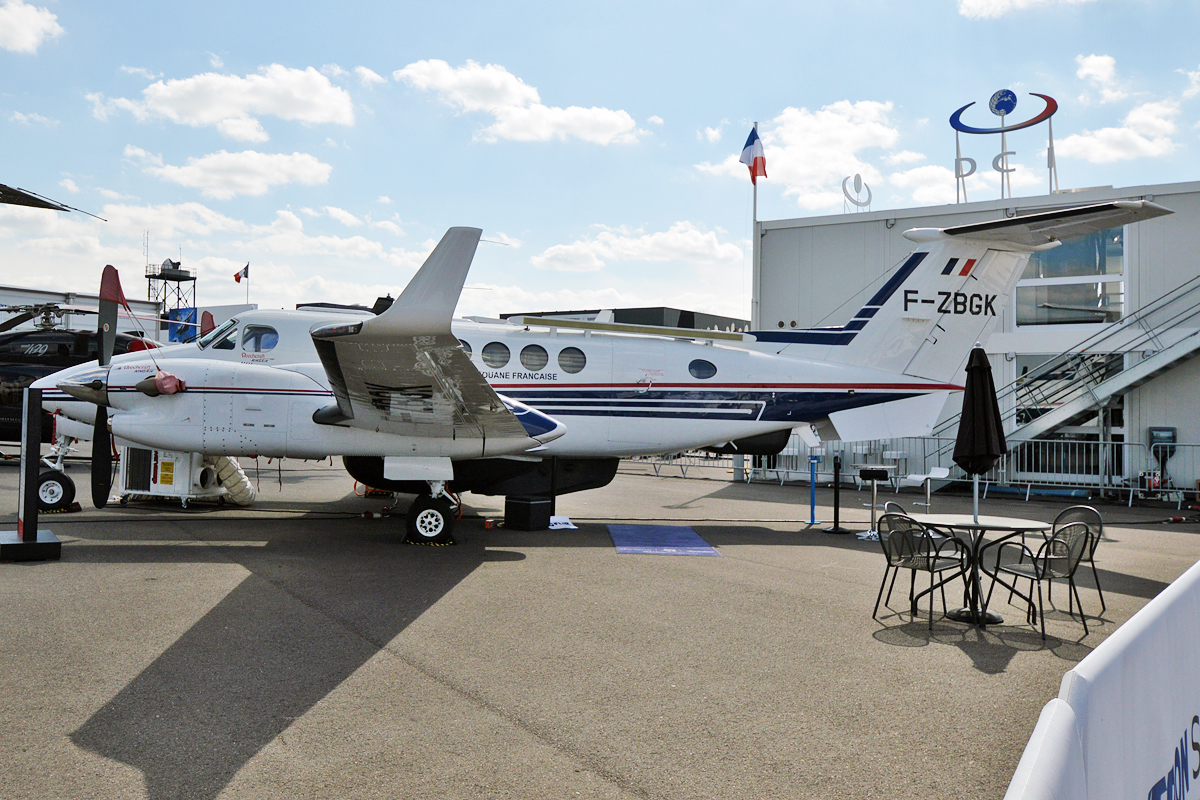
Beechcraft Super King Air 350, Douane Française, F-ZBGK

Au mois de décembre 2024, forte de près de 900 agents, la DNGCD emploie :
- Sur le plan nautique, 18 vedettes et patrouilleurs naviguant dans les 200 nautiques, ainsi que 13 vedettes côtières qui interviennent dans un rayon des 20 nautiques ;
- Sur le plan aérien, 7 avions biturbine Beechcraft King Air 350 (remplaçants des Reims-Cessna F406)  et 6 hélicoptères biturbine, 5 Eurocopter EC135 et 1 Airbus Helicopters H160 (les hélicoptères AS355 Écureuil 2 précédemment utilisés ayant été mis définitivement hors service)[3].